# Graham Bonnet
Graham Bonnet (* 23. prosince 1947, Skegness, Lincolnshire, Anglie) je britský rockový zpěvák-skladatel, který hrál jako sólový umělec a jako člen několika hard rockových a heavy metalových kapel včetně Rainbow, Michael Schenker Group, Alcatrazz nebo Impellitteri.